# Birger Skarp
Birger Fredrik Skarp, född 28 april 1930 i Västerås, död 15 april 1972 i Farsta, var en svensk målare, tecknare och grafiker.
Han var son till tobakshandlaren Fredrik Harald Skarp och Davida Teresia Eriksson samt från 1958 gift med Estrid Margareta Larsson. Skarp studerade konst för Uno Lindberg 1950–1952 samt för Lennart Rodhe och Pierre Olofsson vid Académie Libre i Stockholm 1952–1953 samt vid Konsthögskolan 1954–1959 där han bland annat belönades för väl utförda utsmyckningsförslag till Nynäshamns krematorium och Vällingby kyrka. Han företog en studieresa till Frankrike och Spanien 1954 och till Italien 1959 samt vistades sex månader i Paris 1961 där han bedrev självstudier. Han tilldelades ett flertal stipendier bland annat från Borgsjö hembygdsförening 1957, H Ax:son Johnson 1959, Eskilstuna stads kulturstipendium 1961, Sandrewstiftelsen 1962 och ett stipendium ur Carl Larssons fond från Konstakademien 1967. 
Separat ställde han ut i bland annat Västerås, Eskilstuna och Sandviken. Tillsammans med Olle Lindgren ställde han ut i Katrineholm 1966 och med tre konstnärskolleger på De Ungas salong i Stockholm. Han medverkade i Nationalmuseums utställning Unga tecknare, Sveriges allmänna konstförenings utställningar på Liljevalchs konsthall, Liljevalchs Stockholmssalonger, grafiktriennalen på Nationalmuseum och en utställning med Eskilstunakonstnärer i Erlangen i Tyskland. Bland hans offentliga arbeten märks marmorintarsian Staden för polishuset i Eskilstuna. Hans konst består av stilleben, gotländska sandtag och landskapsbilder i olja eller grafik. Skarp är representerad vid Eskilstuna konstmuseum, Eskilstuna kommun, Västerås kommun och Stockholms kommun.